# Упеник Микола Олександрович

Меморіальна дошка Миколі Упенику на вулиці М. Коцюбинського, 2 у Києві

Микола Олександрович Упеник (14 червня 1914, слобода Платово-Іванівка тепер Родіоново-Несвітайського району Ростовської області — 11 вересня 1994, Київ) — український поет, перекладач і публіцист.

## Біографія
Народився в сім'ї робітника. Навчався у ФЗУ при заводі в Луганську. Працював на верстатобудівному заводі в Луганську складальником. 1938 р. закінчив Літературний інститут імені О. М. Горького, 1940 — Ворошиловградський педагогічний інститут. Журналістську діяльність розпочав у газеті «Луганская правда». По війні працював заступником головного редактора газет «Радянське мистецтво» та журналу «Всесвіт». До червня 1962 — редактор газети «Радянська культура».
Перша збірка віршів «Лірика» вийшла 1935 р. Автор низки книг, присвячених шахтарській праці й звеличенню радянського життя: «Поезії» (1946), «Краснодонський зошит» (1947), «Слово про вічну дружбу» (1949), «Українська поема» (1950), «Вітчизна миру» (1951), «Поезії» (1967), «Багряне листя» (1974) та ін. Писав також для дітей.
Автор сценаріїв документальних фільмів: «Серця молодих» (1957) й «Україна 1960» (1960, у співавт. з М.Руденко).
Нагороджений орденом Вітчизняної війни II ст., медалями.
Був членом Спілки письменників України.
Микола Олександрович Упеник помер 11 вересня 1994 р. у м. Києві, похований на Байковому кладовищі.

## Про поета
Упенику присвятив свій вірш «Шахтарському побратиму» Павло Безпощадний в 1964 році.
Особовий фонд Упеника (Ф. 937) зберігається у Центральному державному архіві-музеї літератури і мистецтва України. Документи охоплюють період з 1929 р. до 1994 р. Фонд налічує 265 од. зб. Основний масив документів складають творчі матеріали (машинописи і рукописи поезій, клавіри пісень на слова М. Упеника, переклади віршів з іноземних мов на українську, статті, нариси, стенограми інтерв’ю); образотворчі матеріали (портретні, групові фотографії, фото у колі родини); матеріали про фондоутворювача (статті, повідомення, відгуки на його твори); епістолярна спадщина (листи, телеграми, вітальні листівки до М. Упеника від колег, установ і організацій). Також представлені матеріали до біографії фондоутворювача (автобіографія, членські квитки і посвідчення особи, записні книжки, дипломи, грамоти, подяки тощо).